# KonoSuba
KonoSuba: God's Blessing on this Wonderful World! (jap. この素晴らしい世界に祝福を! Kono subarashii sekai ni shukufuku wo!; dosłownie „Błogosławieństwo dla tego wspaniałego świata!”) – seria light novel autorstwa Natsume Akatsukiego. Opowiada o chłopaku wysłanym do świata fantasy po swojej śmierci, który sformował zespół złożony z niezdarnych towarzyszek – bogini, czarodziejki oraz krzyżowca – w celu walki z potworami. Rozpoczynała jako seria powieści wydawanych w Internecie na Shōsetsuka ni narō pomiędzy grudniem 2012 a październikiem 2013, po czym została rozwinięta do drukowanej serii light novel z ilustracjami Kurone Mishimy i wydawana w imprincie Kadokawa Sneaker Bunko wydawnictwa Kadokawa Shoten od października 2013 do maja 2020. Seria ta posiadała rozbieżną fabułę i ilustracje Kurone Mishimy.
Adaptacja mangi ilustrowana przez Masahito Watari oraz Josepha Yokobori zaczęła się ukazywać w magazynie Gekkan Dragon Age wydawnictwa Fujimi Shobō od października 2014 roku. W marcu 2015 zaprezentowano słuchowisko wykonane przez HobiRecords, a adaptacja anime autorstwa Studia Deen ukazywała się w japońskiej telewizji pomiędzy styczniem a marcem 2016 roku, rok później transmitowany był drugi sezon. Spin-off serii pod tytułem Kono subarashii sekai ni bakuen wo! zaczął się ukazywać od lipca 2014, natomiast film animowany produkcji J.C.Staff pod tytułem KonoSuba: God’s Blessing on This Wonderful World! Legend of Crimson miał swoją premierę 30 sierpnia 2019.

## Fabuła
Po przedwczesnej i żenującej śmierci Kazuma Satō, japoński nastolatek będący zarówno hikikomori, jak i NEETem, poznaje boginię o imieniu Aqua, która składa mu propozycję odrodzenia się w równoległym świecie z elementami MMORPG, gdzie może wyruszyć na przygodę i walczyć z potworami. Zamiast wybrać dla siebie jedną z supermocy oferowanych przez Aquę do użycia w nowym świecie, po małej prowokacji Kazuma wybiera ją, by towarzyszyła mu do miasta Axel, gdzie szybko przekonuje się o jej roztargnieniu i małej użyteczności. Ponieważ Aqua nie może powrócić do zaświatów dopóki krainą rządzi Władca Demonów, razem z Kazumą tworzą drużynę, do której później dołączają kolejne dwie osoby: czarodziejka Megumin opętana obsesją na punkcie eksplozji oraz krzyżowiec Darkness będąca masochistką nigdy nie trafiającą w cel. Z powodu słabej użyteczności zespołu Kazuma szybko zarzuca pomysł pokonania mrocznego władcy koncentrując się na zapewnieniu sobie i drużynie dość luksusowego życia i tylko przez zbiegi okoliczności bierze udział w potyczkach z generałami złego władcy.

## Media

### Powieści
Oryginalna seria powieści internetowych została napisana przez Natsume Akatsukiego i ukazywała się w Syosetu między grudniem 2012 a październikiem 2013. Autor napisał również poboczną historię z Wiz i Vanirem. Akatsuki, lubiący grać w gry komputerowe z gatunku fantasy jak Wizardry czy Final Fantasy, zawarł w KonoSubie wiele elementów pochodzących z klasycznych gier fabularnych.
Wersja light novel z ilustracjami Kurone Mishimy była wydawana w imprincie Kadokawa Sneaker Bunko od 1 października 2013 do 1 maja 2020. Seria ta mocno różni się od internetowych powieści i zawiera zmiany w wieku postaci. Ostatnia z książek, tom 17, zawiera historię w zaświatach rozszerzającą oryginalne zakończenie serii.
Spin-off serii skupiony na postaci Megumin również autorstwa duetu Akatsuki i Mishimy pod tytułem Kono subarashii sekai ni bakuen wo! (jap. この素晴らしい世界に爆焔を！; dosłownie Dajmy eksplozje temu wspaniałemu światu!) dziejący się nad rok przed wydarzeniami z głównej serii posiada trzy tomy i był wydawany w okresie od 1 lipca 2014 do 1 czerwca 2015. Ponad rok później, 28 grudnia 2016, wydany został sequel o nazwie Zoku: Kono subarashii sekai ni bakuen wo! (jap. 続・この素晴らしい世界に爆焔を！; dosłownie Sequel: Dajmy eksplozje temu wspaniałemu światu!). Kolejny spin-off z występującym w nim Vanirem ukazał się 1 kwietnia 2016 pod tytułem Kono kamen no akuma ni sōdan wo!, (jap. この仮面の悪魔に相談を！; Konsultacje z zamaskowanym diabłem!).
Trzeci spin-off serii zatytułowany Kono subarashii sekai ni shukufuku wo! Ekusutora ano orokamono ni mo kyakkō wo! (jap. この素晴らしい世界に祝福を！エクストラ あの愚か者にも脚光を！; ang. Bless Me in This Wonderful World! Extra: Attention Also to That Fool!,, dosłownie Błogosław mnie w tym wspaniałym świecie! Ekstra: Uwaga także na tego głupka!) zaczął się ukazywać od 1 sierpnia 2017. Jego autorem jest Hirukuma, a ilustracje wykonał Hagure Yūki. Centralną postacią jest tutaj Dust. Drugi tom ukazał się 1 grudnia 2017.

### Manga
Mangowa adaptacja KonoSuby ilustrowana przez Masahito Watariego zaczęła się ukazywać w magazynie Gekkan Dragon Age wydawnictwa Fujimi Shobō od października 2014 roku. Osiem tomów tankōbon zostało wydanych do maja 2019. Spin-off mangi pod tytułem A Spotlight For (Even) This fool! Gifting this Wonderful World with Blessings! Extra został wydany w pakiecie z dwunastoma tomami noweli. Napisany i ilustrowany przez Hirukumę oraz Hagure Yūkiego, opowiadał historię Dusta, który popadł w konflikt z Vanirem poprzez sprzedaż kradzionych przedmiotów.

### Anime
Adaptacja anime tworzona przez Studio Deen została po raz pierwszy emitowana na stacji Tokyo MX pomiędzy 14 stycznia a 16 marca 2016, a później na ośmiu innych kanałach oraz licznych serwisach VOD. Serial był transmitowany poprzez serwis Crunchyroll do wielu regionów jednocześnie, przykładowo na teren Ameryki Północnej, oraz poprzez AnimeLab na teren Australii. Za reżyserię odpowiadał Takaomi Kanasaki, scenariusz napisał Makoto Uezu, a postacie wykreował Kōichi Kikuta. Do dziewiątego tomu noweli w lipcu 2016 została dołączona original video animation. Czołówką anime jest Fantastic Dreamer autorstwa Machico, natomiast tyłówką jest Chīsana Bōken-sha, (jap. ちいさな冒険者; dosłownie Mały podróżnik) w wykonaniu: Sory Amamiya, Rie Takahashi oraz Ai Kayano.
Serial był animowany przez Kōichiego Kikutę (odcinki nieparzyste) i Momoko Komatsu (odcinki parzyste). Podczas gdy postacie Komatsu mocno przypominały swoje pierwowzory z noweli i wyglądały bardziej atrakcyjnie, Kikuta opierał swoje projekty na serialach dla dzieci, takich jak Pokémon, gdyż czuł, że KonoSuba jest w jakimś stopniu do nich podobna.
Drugi sezon KonoSuby trwał między 12 stycznia a 16 marca 2017 roku. Czołówką w nim jest Tomorrow, podobnie jak w pierwszym sezonie autorstwa Machico, a końcową częścią jest Ouchi ni kaeritai, (jap. お家に帰りたい; dosł. Chcę powrócić do domu) w wykonaniu Amamiyi, Takahashiego oraz Kayano. Drugi odcinek OVA został dołączony do dwunastego tomu KonoSuby w lipcu 2017. Jun Fukushima i Takahashi, aktorzy głosowi odpowiednio Kazumy i Megumin 25 lipca 2017 ogłosili plany kolejnego projektu w świecie KonoSuby, który później okazał się być pełnometrażowym filmem.
6 października 2018 roku ogłoszono, że postacie z KonoSuby pojawią się w Isekai Quartet, crossover'owym anime zawierającym również postacie z Re: Zero – Życie w innym świecie od zera, Overlord i Yōjo senki.
Podczas rozmowy w serwisie Reddit jeden z producentów studia Kadokawa, Jun’ichirō Tamura, powiedział, że trzeci sezon anime ma szansę powstać, jeśli film okaże się sukcesem, a jakiekolwiek decyzje będą podejmowane w zależności od skali popularności show. Do tego czasu żadne oficjalne decyzje nie zostały podjęte lub ujawnione.

### Film
Studio J.C.Staff 25 czerwca 2018 roku ogłosiło prowadzenie prac nad filmową adaptacją KonoSuby. Wzięli w niej udział aktorzy i obsługa pracująca wcześniej nad serialem telewizyjnym. Film otrzymał tytuł KonoSuba: God’s Blessing on This Wonderful World! Legend of Crimson (jap. この素晴らしい世界に祝福を！紅伝説 Kono subarashii sekai ni shukufuku wo! Kurenai densetsu) i ukazał się 30 sierpnia 2019 roku w Japonii. Serwis Crunchyroll rozpoczął streamowanie produkcji w wersji z angielskimi napisami oraz angielskim dubbingiem odpowiednio 25 marca i kwietnia 2020 roku.
4 kwietnia 2025 film został udostępniony w serwisie Canal+ online w wersji z polskimi napisami.

### Gry komputerowe
Gra komputerowa na platformę PC autorstwa Tachi pod tytułem Kono subarashii sekai ni shukufuku wo! In the Life (jap. この素晴らしい世界に祝福を！in the life) powstała 25 marca 2016 roku i została dołączona do pierwszych zestawów DVD oraz Blu-Ray z serią anime. Powstała ona przy użyciu oprogramowania RPG Maker VX Ace. Kolejna z gier, produkcji Team Ladybug oraz Kroton o tytule Kono subarashii sekai ni shukufuku wo! Fukkatsu no Berudia (jap. この素晴らしい世界に祝福を！復活のベルディア; KonoSuba: God's Blessing on this Wonderful World! Revival of Beldia) została dołączona do limitowanej edycji pierwszych wydań drugiego sezonu serialu na DVD oraz Blu-Ray i ukazała się 28 kwietnia 2017 roku. Jest ona platformówką przypominającą swoją rozgrywką gry z serii Mega Man.
Adaptacja noweli na platformy PlayStation Vita i PlayStation 4 pod tytułem Kono subarashii sekai ni shukufuku wo! -Kono yokubukai gēmu ni shinpan wo!- (jap. この素晴らしい世界に祝福を！ -この欲深いゲームに審判を！-; KonoSuba: God's Blessing on this Wonderful World! Judgment on this Greedy Game!) autorstwa studia 5pb została wydana przez Ubisoft i miała premierę w Japonii 7 września 2017 roku. Gra miała swoją własną fabułę, gdzie Kazuma odkrył magiczny pierścień pozwalający mu kraść bieliznę osób stojących obok. Aby złamać zaklęcie należało zebrać odpowiednią ilość pieniędzy. W grze zawarty jest mechanizm "bieliźnianego sądu", gdzie gracz asystuje Kazumie przy zwrocie garderoby do odpowiednich właścicieli. Tak samo jak w serialu anime czołówką jest Million Smile Machico, natomiast tyłówką 101 Pikime no Hitsuji w śpiewane przez Amamiyę, Takahashiego oraz Kayano.
Kolejna gra, również na konsole PlayStation 4 oraz Vitę, zatytułowana Kono subarashii sekai ni shukufuku wo! ~Kibō no meikyū to tsudoishi bōkenshatachi~ (jap. この素晴らしい世界に祝福を！～希望の迷宮と集いし冒険者たち～), została wydana 27 czerwca 2019 roku w Japonii.
Gra mobilna o tytule Kono subarashii sekai ni shukufuku wo! Fantastic Days (jap. この素晴らしい世界に祝福を！ファンタスティックデイズ) ukazała się na systemy Android oraz iOS 27 lutego 2020.

### Słuchowisko
Słuchowisko na płycie CD z inną obsadą głosową niż w serialu anime zostało wydane przez HobiRecords 1 marca 2015 roku. Drugie słuchowisko, razem z oryginalną ścieżką dźwiękową skomponowaną przez Koudę Masato oraz albumem piosenek postaci, zostało wydane w marcu 2017 roku.

## Odbiór
Powieści z serii KonoSuby stały się dość popularne. Do marca 2016 roku 11-tomowa seria rozeszła się w całkowitym nakładzie 1,5 miliona egzemplarzy, każdy z tomów sprzedał się w około 136 000 kopii. W lutym 2017 nakład wzrósł do 3 milionów kopii. W recenzji pierwszej noweli Andy Hansley chwalił komediowe podejście w „zmęczonym gatunku”, jak również postacie jako pociągające w swoich cechach i niedoskonałościach. Jednakże skrytykował on niewielką długość pierwszego z tomów. Seria ta wygrała nagrodę Grand Prix wydawnictwa BookWalker.

Wiele produkcji, czy to filmów, czy książek, przedstawia schemat „od zera do bohatera”. W innym wypadku już na wstępie mamy potężnego herosa, który one-shotuje wrogów, a jego wygrana z antagonistą i uratowanie świata jest z góry wiadome. Główny charakter KonoSuby jest natomiast zupełnym nieudacznikiem, którego mocą specjalną jest pakowanie się w kłopoty i kradzież majtek napotkanym dziewczynom. Jego drużyna jest równie udana (...). Połączenie takich bohaterów, którzy raz za razem (kompletnie przypadkiem) ratują miasto, musiało gwarantować udaną komedię.

Podobnie jak swój książkowy odpowiednik, anime zebrało pozytywne recenzje za komediowość, parodiowanie gatunku isekai oraz za wierną adaptację książkowego pierwowzoru. Recenzując pierwsze epizody redaktor Anime News Network Theron Martin opisał drugi z odcinków jako najzabawniejszy odcinek anime jaki widział od emisji komedii Mistrz romansu Nozaki, chwaląc również udźwiękowienie i muzykę. Dubbing postaci również był tematem pochwał dla serii, Nick Creamer chwalił role Sory Amamiyi oraz Rie Takahashi jako Aquy i Megumin za energię, jaką włożyły w swoje wykonania, natomiast Martin docenił Jun Fukushimę za jego pracę przy odgrywaniu Kazumy, biorąc jego suchy ton głosu za dodatkowy atut w komediowym charakterze serii.
Po wydaniu filmu Legend of Crimson w Japonii Daryl Harding, piszący dla serwisu Crunchyroll News, wysoko ocenił fabułę i komediowość pisząc, iż klasyczny humor serialu animowanego został dobrze przełożony na czas trwania produkcji. Jakkolwiek skrytykował on zbyt duże podobieństwo do poprzednio wyemitowanego anime, nawet mimo większej liczby efektów umieszczonych podczas scen eksplozji. Natomiast Roger Avary, scenarzysta i laureat Oscara, po obejrzeniu filmu napisał na swoim Twitterze, że to było jedno z jego najlepszych przeżyć kinowych, jakie kiedykolwiek miał, oraz że właśnie dlatego wynaleziono kino. Wystawił on KonoSubie najwyższą ocenę 5 gwiazdek.
W kontraście do pozytywnych not bardzo często przewijała się krytyka za niespójną animację postaci, opisując ją jako tak niskobudżetową, że niejednokrotnie postacie wyglądały jak parodie samych siebie. Koichi Kikuta w odpowiedzi przekazał, iż taki styl rysowania był zamierzony i miał na celu wnieść do każdego z bohaterów więcej osobowości niż podnosić jakość grafik znanych z noweli. W tym celu Kikuta w swojej animacji wyeksponował, jak sam powiedział, ich bardziej ludzką twarz, niepochlebne cechy oraz trudne momenty, z jakimi musieli się mierzyć. Kim Morrissy z serwisu Crunchyroll ocenił animację jako zabawną i wpisującą się w komediowe anime. Redaktor Kotaku Richard Eisenbeis stwierdził, iż większość gagów i humorystycznych scenek w serii bierze się z rozwiewania marzeń Kazumy na stanie się bohaterem świata fantasy zamiast zrozumienia, że musi on cierpieć swój los na tym świecie. Porównując problemy Kazumy w fantastycznym świecie do tych z realnej rzeczywistości, Creamer napisał o swoistym powiązaniu pomiędzy protagonistą a widzami, jako że grupa bohaterów zmaga się z wyzwaniami takimi jak spłata długu czy braniu podejrzanych zleceń ze względu na wysoką płacę. Ponadto skrytykował on negatywne nastawienie Kazumy w fabule, co jego zdaniem osłabiało komediowy wydźwięk.
Postacie z KonoSuby spotkały się z przychylną reakcją społeczności skupionej wokół tematyki anime, szczególnie z grupy Kazumy. Creamer opisał drużynę jako posiadającą dziwną, acz ujmującą chemię, gdyż osoby ją tworzące są sobie bliskie pomimo złośliwości. Morissy dodał, iż emocjonalna więź między bohaterami jest wyraźna również w sposobie ich interakcji ze sobą, a jego ulubioną rzeczą w anime jest właśnie uchwycenie i pokazanie tych niuansów na ekranie. Szczególnie Megumin spotkała się z ciepłym przyjęciem jako jedna z najpopularniejszych postaci z serii, wygrywając w oficjalnej ankiecie Sneaker Bunko na ulubioną postać KonoSuby. Była również na szóstym miejscu w plebiscycie magazynu Newtype w latach 2015-16 na nagrody dla najlepszej żeńskiej postaci (Kazuma zajął trzecie miejsce w kategorii dla mężczyzn), a także otrzymała trzecie miejsce w kategorii najlepsza dziewczyna w Anime Awards 2016 serwisu Crunchyroll. W wywiadzie z The Anime Man Natsume Akatsuki opisał Megumin jako roztaczającą atmosferę niewinności i elegancji niczym superbohaterka lub waifu, stąd tak wielka popularność wśród fanów.
W 2016 roku anime zostało dziesiątym najlepszym w plebiscycie magazynu Newtype, ponadto otrzymało drugie miejsce w kategorii najlepsze anime na Anime Awards, przegrywając z Ja, Sakamoto.